# Grand Theft Auto: Vice City
El Grand Theft Auto: Vice City (GTA:VC) és el quart videojoc d'ordinador i consola de la franquícia de Grand Theft Auto, dissenyat per Rockstar North (anteriorment DMA Design) i publicat per Rockstar Games.
Es van llançar a l'Amèrica del Nord el 27 d'octubre de 2002, per PlayStation 2, i ràpidament el videojoc va esdevenir com a uns dels més venuts d'aquell any. Fins al juliol del 2006, el Vice City, al mercat americà, és el joc més venut per PlayStation 2.
El Vice City també va aparèixer en els 100 videojocs preferits de la història per la llista de lectors de la revista japonesa Famitsu el 2006. Seguint aquest èxit, el Vice City es va llançar a Europa, Austràlia i Japó, i també disponible per PC. Rockstar Vienna també va empaquetar el joc amb el seu predecessor, Grand Theft Auto III, i van posar a la venda el Grand Theft Auto: Double Pack per la Xbox.
En aquest GTA s'utilitza una versió retocada del motor gràfic del joc del seu predecessor, Grand Theft Auto III, i similarment presenta un espai de mapa enorme, molt poblat d'edificis (des d'hotels a gratacels), vehicles (cotxes, motos, vaixells, helicòpters, i avions) i gent.
El joc és el predecessor del Grand Theft Auto: San Andreas, i aquest últim també serà succeït pel Grand Theft Auto: Vice City Stories i posteriorment el Grand Theft Auto IV.

## Sinopsi del joc
El jugador pren el paper de Tommy Vercetti, que el van alliberar de la presó de Liberty City. Mentre intenta restablir-se dins de la familia mafiosa Forelli, el cap, en Sonny Forelli va enviar en Tommy a Vice City per supervisar un tracte de droga important. En l'intercanvi, uns emmascarats van matar a tres de les persones implicades en l'intercanvi (dos homes d'en Forelli i en Victor Vance, el germà de Lance Vance), robant tant les drogues com els diners que en Tommy havia de protegir. En Vercetti estretament, s'escapa i informa en Sonny, i llavors, ell li demana que li torni tant el "producte" com els diners. Els dos Sonny i en Tommy desitjaven matar els responsables del robatori.
Molta de l'acció a Vice City preocupa l'imperi criminal que rebrota en Vercetti, abraçant la droga que traficava, assassinats de contracte i falsificant. El jugador avança a través de la narrativa del joc realitzant una sèrie de missions, la majoria de les quals impliquen activitats criminals. Això pren en Vercetti d'estar una temporada a un hotel de Beachfront a ser l'amo de la ciutat, però en Sonny amenaça en Tommy fins que finalment va caure mort, en un shootout similar a la del final de la pel·lícula Brian De Palma a Scarface, en Tommy Vercetti mata en Sonny Forelli i el seu company, en Lance Vance, li traeix.

## Característiques generals delVice City

Al Vice City hi ha tota mena de vehicles, des de cotxes fins avions.

El GTA: Vice City es caracteritza per la seva llibertat en tot tipus d'accions que en la vida real estan totalment prohibides, com. ex., robar vehicles, atracar botigues o bancs, disparar amb qualsevol de la gran varietat d'armes, anar a tota velocitat pels carrers, aquestes només són algunes de les coses que s'hi poden fer, a part que hi ha altres accions més normals, com menjar, donar un tomb amb vaixell, participar en reptes de l'estadi, etc. El protagonista, anomenat Tommy Vercetti, se li pot vestir amb qualsevol conjunt de roba, com p. ex., el vestit d'etiqueta, el conjunt d'esportista, la granota de treball, etc. Amb la possibilitat (només la versió per PC) d'editar el conjunt d'en Tommy, com el color de pantalons, el color de la pell i d'altres, al gust de qualsevol.

## Personatges del videojoc
El videojoc té un gran ventall de personatges que van apareixent en la història del joc, i són:

### Personatges principals
Els que tenen una major influència en el videojoc:

#### Tommy Vercetti
Article principal: Tommy Vercetti
Introduït al joc per primer cop: Introducció (escena de l'aeroport)
Thomas "Tommy" Vercetti és el protagonista i personatge jugable del Grand Theft Auto: Vice City.
El pare d'en Tommy ha treballat tota la vida en una impremta, i anys més tard en Tommy en la seva infància li ajudava a netejar les bobines de la impremta.
En Tommy Vercetti està doblat en anglès per Ray Liotta i amb els moviments de captura de Jonathan Sale.

#### Sonny Forelli
Introduït al joc per primer cop: Introducció, primera escena del videojoc al Marcos Bistro
Mort a: "Mantigues a prop els teus amics..."

#### Ken Rosenberg
Introduït al joc per primer cop: Introducció (escena de l'aeroport)
Ell va estar doblat en anglès per William Fichtner.

#### Lance Vance
Introduït al joc per primer cop: Introducció
Mort a: "Mantigues a prop els teus amics..."

#### Coronel Juan García Cortez
Introduït al joc per primer cop: "La festa"
Juan Cortez va ser doblat per Robert Davi.

#### Kent Paul
Introduït al joc per primer cop: "La festa"
Kent Paul va ser doblat per Danny Dyer.

#### Avery Carrington
Introduït al joc per primer cop: "La festa"
L'Avery Carrington va ser doblat per Burt Reynolds.

#### Ricardo Diaz
Introduït al joc per primer cop: "La festa"
Mort a: "Rub Out"
Ricardo Diaz va ser doblat per Luis Guzmán.

#### Umberto Robina
Introduït al joc per primer cop: "Stunt Boat Challenge"
Umberto Robina va ser doblat per i va agafar els moviments de Danny Trejo.

#### Tieta Poulet
Introduït al joc per primer cop: "Juju Scramble"
La Tieta Poulet va ser doblada per Youree Dell Harris.

#### Love Fist
Introduït al joc per primer cop: "La festa" (només en Jezz Torrent), "Love Juice".

#### Steve Scott
Introduït al joc per primer cop: "La festa"
Steve Scott va ser doblat per Dennis Hopper.

#### "Big" Mitch Baker
Introduït al joc per primer cop: "Alloy Wheels of Steel,".
Big Mitch Baker va ser doblat per Lee Majors.

#### Phil Cassidy
Introduït al joc per primer cop: "The Shootist"
Phil Cassidy va ser doblat per Gary Busey.

### Personatges secundaris

#### Victor Vance
Introduït i mort: Introducció (en l'intercanvi de la droga)

#### Mercedes Cortez
Introduït al joc per primer cop: "La festa"
Mercedes Cortez va ser doblada per Fairuza Balk.

#### Donald Love
Introduït al joc per primer cop: "La festa"

#### Hilary King
Introduït al joc per primer cop: "El conductor"
Mort a: "L'atracament al banc"
Hilary King va ser doblat per Charles Tucker.

#### Cam Jones
Introduït al joc per primer cop: "No Escape?"
Mort a: "L'atracament al banc" 
Cam Jones va ser doblat per Greg Sims.

#### BJ Smith
Introduït al joc per primer cop: "La festa"

#### Candy Suxxx
Introduït al joc per primer cop: "La festa"
Candy Suxxx va ser doblada per una pornstar real que es deia Jenna Jameson.

#### Congressista Alex Shrub
Introduït al joc per primer cop: "La festa"
Alex Shrub va ser doblat per Christopher Lucas.

#### Maude Hanson
Introduït al joc per primer cop: La compra de la fàbrica de gelats.
Maude Hanson va ser doblada per Jane Gennaro.

#### Delores
Introduït al joc per primer cop: Purchase of Kaufman Cabs cut scene
Delores va ser doblada per Deborah Harry.

#### Earnest Kelly
Introduït al joc per primer cop: Purchase of Print Works cut scene
Earnest Kelly va ser doblat per George DiCenzo.

#### Dwaine i Jethro
Introduït al joc per primer cop: Compra de la Drassana
Dwaine va ser doblat per Navid Khonsari, mentre que en Jethro va ser doblat per John Zurhellen.

## Emissores de ràdio deVice City
A gairebé tots els vehicles de Vice City tenen ràdio, i les quals hi ha diverses emissores per escoltar. En aquest videojoc són diversos els temes de ràdio, com p. ex., V-Rock està dedicada a la música rock amb cancons de diversos grups. També podem apreciar emissores com Wave 103 o el Flash FM, en què hi predominen la virtual emissió de cançons de música pop de l'època dels 80, com p. ex., cançons de Aneka, Blondie, Ozzy Osbourne, Michael Jackson o Mr. Mister.
La llista completa de les emissores de ràdio de Vice City són:
| - Wildstyle - Flash FM - Fever 105 - V-Rock - Radio Espantoso | - Emotion 98.3 - Wave 103 - KCHAT - VCPR |

## La curiositat

El cartell del Cafè Robina, just entrar mirant a l'esquerra.

Aquest videojoc no fou traduït al català; ni els texts del joc ni el doblatge, a excepció d'un petit detall. A Vice City, concretament a la segona ciutat hi ha un restaurant anomenat Cafè Robina (situat a prop del concessionari de cotxes Autos Sunshine, al barri cubà). En aquest restaurant, només en entrar-hi es pot veure mirant cap a l'esquerra un cartell indicant algun producte, aquest producte és un condiment vegetal, en el qual descriu una frase a la part superior del cartell "Que bo és el pollastre!", i així demostra la certa catalanitat que hi ha a Cuba, i la presència que hi ha donat al videojoc.

## Multijugador
Hi ha una modificació Vice City Multiplayer (VCMP) que afegeix un mode multijugador fins a 100 reproductors per servidor. Té una comunitat petita però activa.